# کیت دی‌کامیلو
الیزابت دی‌کامیلو  در ۲۵ مارس ۱۹۶۴ در فیلادلفیا، پنسیلوانیا، از پدر و مادری به نام‌های بتی لی دی‌کامیلو (با نام خانوادگی پیشین گاف)، یک معلم، و آدولف لویی دی‌کامیلو، یک متخصص ارتودنسی، به دنیا آمد. دی‌کامیلو خواهر کرت دی‌کامیلو، مورخ معماری است. او در کودکی به بیماری مزمن ذات‌الریه مبتلا بود و اغلب بستری می‌شد. به امید بهبود وضعیت او، خانواده زمانی که کیت پنج ساله بود به منطقه‌ای با آب و هوای گرم‌تر در کلرمونت، فلوریدا نقل مکان کردند. پدرش به خاطر کارش در فیلادلفیا ماند، اما گاهی به آن‌ها سر می‌زد. اگرچه او در ابتدا قصد داشت بعد از فروش مطبش به آن‌ها ملحق شود، اما این اتفاق هرگز نیفتاد. دی‌کامیلو در کودکی خواننده‌ای مشتاق بود و اغلب به کتابخانه محلی سر می‌زد. او بعدها علاقه‌اش به کتاب را مدیون مادرش می‌دانست. همچنین، دی‌کامیلو در زمان‌هایی که به خاطر ذات‌الریه مریض بود و نمی‌توانست کار دیگری انجام دهد، به خواندن کتاب پناه می‌برد. او تا حدود ده سالگی آرزوی دامپزشک شدن را داشت. تحصیلات اولیه او در مدارس دولتی منطقه، با شروع از دبستان کلرمونت، آغاز شد و سپس به کالج رولینز رفت. دی‌کامیلو کالج رولینز را ترک کرد و مدتی در والت دیزنی ورلد کار کرد و بعد از آن به طور مختصری در دانشگاه فلوریدا مرکزی شرکت کرد.  او سرانجام وارد دانشگاه فلوریدا، گینزویل شد و در سال ۱۹۸۷ با مدرک لیسانس زبان انگلیسی فارغ‌التحصیل شد.

## کتابشناسی
عناوین برخی از آثار:
- به‌خاطر وین دیکسی - ۲۰۰۰
- ببر خیزان - ۲۰۰۱
- افسانه دسپراکس - ۲۰۰۳
- سفر باورنکردنی ادوارد - ۲۰۰۶
- فیل جادویی - ۲۰۰۹
- سری مرسی واتسون از ۲۰۰۵ تاکنون

## جوایز
دی‌کامیلو به خاطر کتاب‌هایش جوایز متعددی دریافت کرده است.
| Award                                       | Year | Work                       | Result       | Ref.   |
| ------------------------------------------- | ---- | -------------------------- | ------------ | ------ |
| جایزه بوستون گلوب - هورن بوک: داستان و شعر  | 2006 | سفر باورنکردنی ادوارد      | برنده        | [ ۱۱ ] |
| جایزه کتاب کودک دوروتی کانفیلد فیشر         | 2002 | به خاطر وین دیکسی          | برنده        | [ ۱۲ ] |
| جایزه کتاب کودک دوروتی کانفیلد فیشر         | 2005 | افسانه دسپراکس             | برنده        | [ ۱۲ ] |
| جایزه جیسل                                  | 2006 | مری واتسون به سواری می رود | دیپلم افتخار | [ ۱۳ ] |
| جایزه جیسل                                  | 2010 | بینک و گالی                | برنده        | [ ۱۱ ] |
| Josette Frank Award                         | 2000 | به خاطر وین دیکسی          | برنده        | [ ۱۴ ] |
| جایزه مارک تواین                            | 2003 | به خاطر وین دیکسی          | برنده        |        |
| جایزه کتاب ملی برای جوان ترین نویسنده مردمی | 2001 | ببر خیزان                  | فینالیست     | [ ۱۵ ] |
| جایزه کتاب ملی برای جوان ترین نویسنده مردمی | 2013 | فلارا و اولیسس             | نامزد        |        |
| جایزه کتاب ملی برای جوان ترین نویسنده مردمی | 2016 | Raymie Nightingale         | فبنالست      | [ ۱۶ ] |
| جایزه نیوبری                                | 2000 | به خاطر وین دیکسی          | دیپلم افتخار | [ ۱۷ ] |
| جایزه نیوبری                                | 2004 | افسانه دسپراکس             | برنده        | [ ۱۷ ] |
| جایزه نیوبری                                | 2014 | فلارا و اولیسس             | برنده        | [ ۱۷ ] |
| جایزه انتخاب والدین                         | 2006 | سفر باورنکردنی ادوارد      | برنده        |        |
| جایزه قلم                                   | 2006 | سفر باورنکردنی ادوارد      | فینالیست     |        |
| جایزه رجینا                                 | 2019 | —                          | برنده        |        |